# Chồn hôi sọc châu Phi
Chồn hôi sọc châu Phi (Ictonyx striatus) là một loài động vật có vú trong họ Chồn, bộ Ăn thịt. Loài này được Perry mô tả năm 1810.

## Hình ảnh

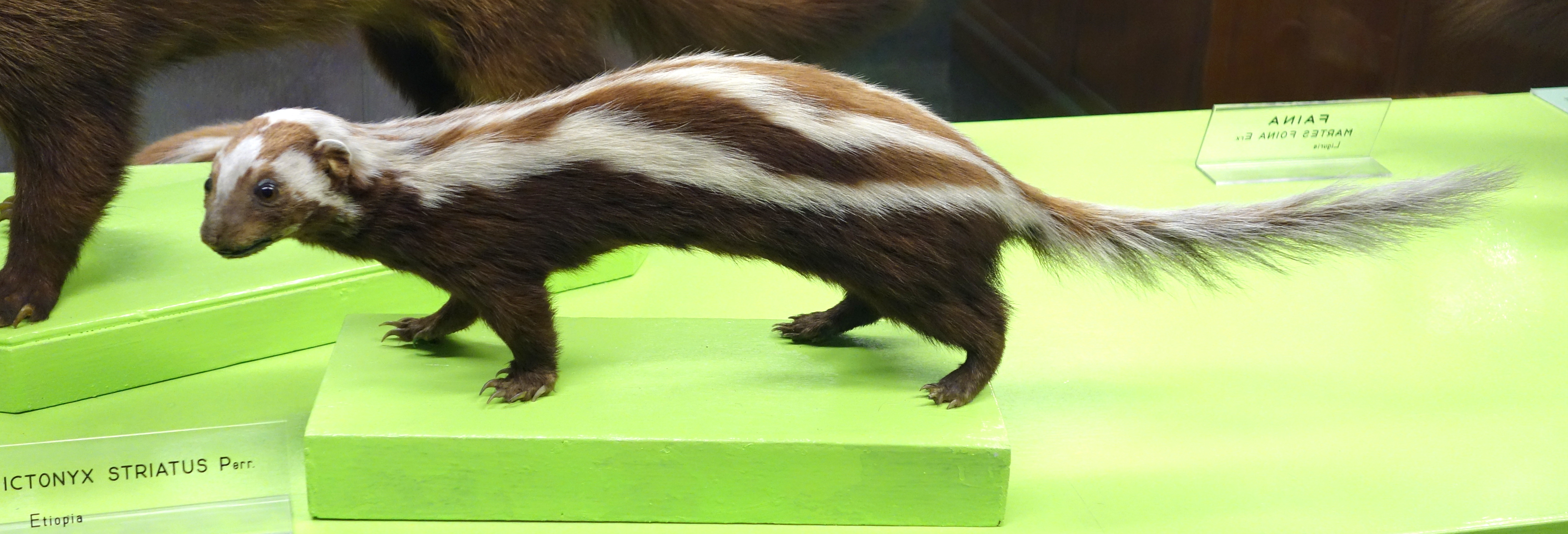
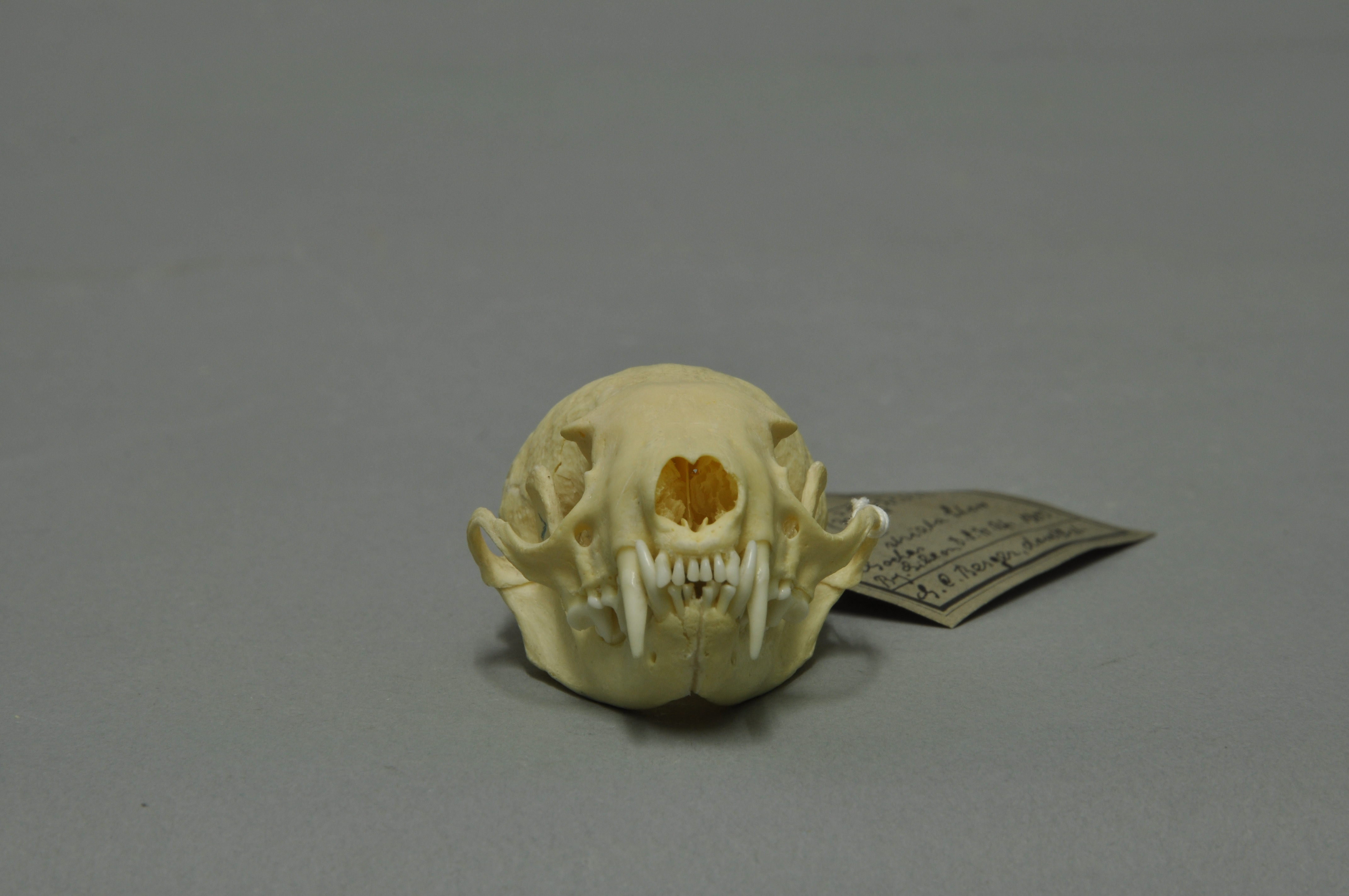
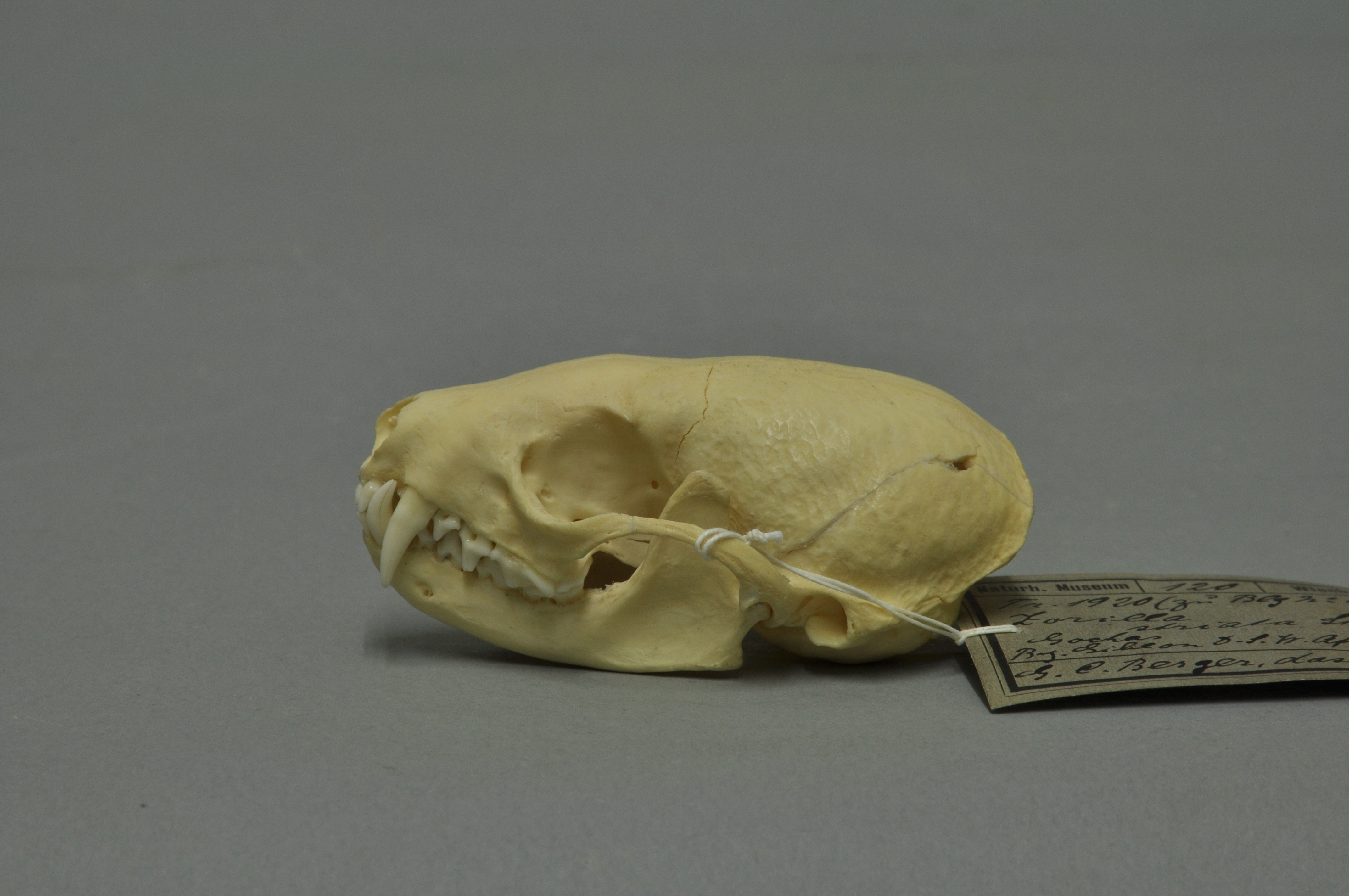